# Казан-Мару
Казан-Мару — танкер, який під час Другої світової війни взяв участь у операціях японських збройних сил в архіпелазі Бісмарка.
Казан-Мару спорудили в 1936 році на верфі Asano Shipbuilding у Цурумі на замовлення компанії Sekiguchi GK.
Згодом судно реквізували для потреб Імперського флоту Японії.
У середині жовтня 1943-го судно перебувало в Рабаулі — головній передовій базі японців у архіпелазі Бісмарка, з якої провадились операції на Соломонових островах та сході Нової Гвінеї. 20 жовтня воно вийшло звідси у складі конвою O-006, який прямував до Палау. 23 жовтня в районі за п'ять сотень кілометрів на північний захід від островів Адміралтейства підводний човен Silversides атакував конвой та поцілив торпедами одразу три судна, серед них і Казан-Мару. Останнє певний час трималось на воді, проте 24 жовтня затонуло через пошкодження, загинуло 7 членів екіпажу.